# Sergo Kotrikadze
Sergo Kotrikadze, gruz. სერგო კოტრიკაძე, ros. Сергей Парменович Котрикадзе, „Siergiej Parmenowicz Kotrikadze (ur. 9 sierpnia 1936 w Czochatauri, Gruzińska SRR, zm. 3 maja 2011 w Sztokholmie) – gruziński piłkarz, grający na pozycji bramkarza, reprezentant ZSRR, trener piłkarski.

## Kariera piłkarska

### Kariera klubowa
W 1955 rozpoczął karierę piłkarską w Dinamo Tbilisi, w którym występował do zakończenia kariery w 1970 roku. W latach 1968–1969 bronił bramki Torpeda Kutaisi.

### Kariera reprezentacyjna
W 1962 był powołany do reprezentacji ZSRR, która na Mistrzostwach Świata w Chile dotarła do ćwierćfinału. W 1963 rozegrał 2 mecze w olimpijskiej reprezentacji ZSRR.

## Kariera trenerska
Po zakończeniu kariery piłkarskiej pomagał trenować bramkarzy w Dinamo Tbilisi. Potem pracował w juniorskich reprezentacjach Gruzji. W latach 1997–2001 prowadził pierwszoligowy klub WIT Georgia Tbilisi. Ostatnio pracował w juniorskiej reprezentacji Gruzji U-15. 3 maja 2011 zmarł na atak serca w szpitalu w Stockholmu, gdzie trafił po pogorszeniu zdrowia. Do Szwecji przyjechał z U-15 na juniorski turniej o Puchar Lennarta Johanssona.

## Gruzińska „Drużyna Marzeń”
W 1998 roku z inicjatywy gazety sportowej Sarbieli przeprowadzony został plebiscyt, którego celem było wyłonienie: najlepszego piłkarza, trenera oraz jedenastki gruzińskiego futbolu w XX wieku. Zwycięzcami plebiscytu zostali: Micheil Meschi (piłkarz) i Nodar Achalkaci (trener). W składzie „Drużyny Marzeń” znaleźli się: Sergo Kotrikadze (bramkarz), Rewaz Dzodzuaszwili, Aleksandre Cziwadze, Murtaz Churcilawa, Giwi Czocheli (obrońcy), Witalij Daraselia, Awtandil Gogoberidze, Dawit Kipiani (pomocnicy), Slawa Metreweli, Micheil Meschi i Boris Paiczadze (napastnicy).

## Sukcesy i odznaczenia

### Sukcesy klubowe
- mistrz ZSRR: 1964
- brązowy medalista Mistrzostw ZSRR: 1959, 1962, 1967

### Sukcesy indywidualne
- najlepszy bramkarz ZSRR: 1962
- 4-krotnie wybrany do listy 33 najlepszych piłkarzy ZSRR: Nr 3 (1960, 1961, 1962, 1963)
- najlepszy gruziński bramkarz XX wieku: 2000

### Odznaczenia
- tytuł Mistrza Sportu ZSRR: 1959
- tytuł Zasłużonego Mistrza Sportu ZSRR: 1969
- Order Honoru: 1996